# Зрізана піраміда

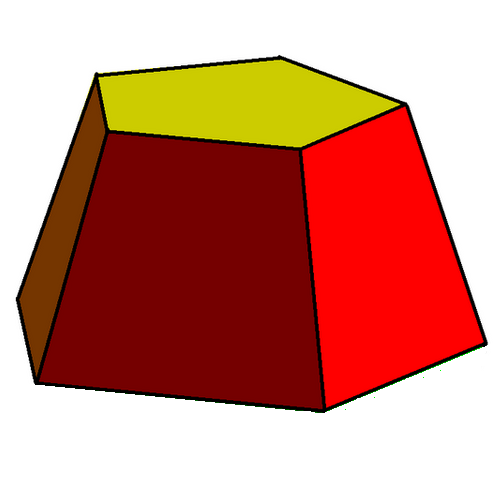
Зрізана піраміда

Позначення геометричних характеристик піраміди

Зрі́зана пірамі́да — геометричне тіло (многогранник), що знаходиться  між площиною, що перетинає піраміду паралельною до її основи, і самою основою. Належить до сімейства призматоїдів.

## Довільна зрізана піраміда
Грані зрізаної піраміди, що лежать в паралельних площинах, називаються основами. Решта граней носить назву бічні грані. Основи зрізаної піраміди є подібними многокутниками, а бічні грані є трапеціями. 

### Формули для зрізаної піраміди
Об'єм піраміди {\displaystyle V={\frac {1}{3}}h(S_{1}+{\sqrt {S_{1}S_{2}}}+S_{2})}, де {\displaystyle S_{1},S_{2}} — площі основ, {\displaystyle h} — висота зрізаної піраміди.
Площа бічної поверхні {\displaystyle S_{b}=\sum _{i=1}^{n}S_{i}} дорівнює сумі площ бічних граней зрізаної піраміди.

## Правильна зрізана піраміда
Правильна зрізана піраміда — багатогранник, утворений правильною пірамідою при її перетині площиною паралельною до основи.

### Формули
- {\displaystyle S_{b}={\frac {1}{2}}(p_{1}+p_{2})l} — площа бічної поверхні правильної зрізаної піраміди дорівнює півдобутку суми периметрів її основ та апофеми;
- {\displaystyle S_{b}={\frac {|S_{1}-S_{2}|}{\cos \varphi }}}, де {\displaystyle S_{1},S_{2}} — площі основ, а {\displaystyle \varphi } — двогранний кут при основі піраміди.